# 蒂巴因
蒂巴因（thebaine）是一种鸦片类异喹啉族生物碱。

## 性质
无色斜方矩形片状结晶。几乎不溶于水，稍溶于乙醚、石油醚，溶于乙醇、氯仿、苯、吡啶。1g溶于1460ml水中(15℃)，15ml热乙醇，13ml氯仿，200ml乙醚，25ml苯，12ml吡啶。
有毒，毒性比吗啡大，药理作用与吗啡相反，它的痉挛毒性超过麻醉作用， 对冷血动物是兴奋反射。在英国和美国受到管制。
由蒂巴因可制得羟考酮、丁丙诺啡、纳络酮、纳布啡、羟吗啡酮和埃托啡等药物。

## 存在
存在于罂粟（Papaver somniferum L.）的种子中。1835年法国化学家佩尔蒂埃（Pierre J. Pelletier）首先从罂粟中分离出来，结构分析是由克莱门斯·舍普夫（Clemens Schöpf）完成。蒂巴因这个名称来源于古埃及底比斯城，底比斯在公元前19～18世纪曾是鸦片的贸易中心。